# 華盛頓縣 (猶他州)
華盛頓縣（英語：Washington County）是美国犹他州西南角的一個縣，南鄰亞利桑那州，西鄰内华达州，面積6,293平方公里。根據2020年美國人口普查，共有人口18萬279人。縣治聖喬治。該縣成立於1852年，縣名紀念首任總統乔治·华盛顿。